# Anton Schnyder (Politiker)
Anton Schnyder (* 14. Mai 1804 in Sursee; † 1. Februar 1884 ebenda) war ein Schweizer Politiker. Von 1848 bis 1860 gehörte er dem Nationalrat an.

## Biografie
Der Sohn eines Amtsschreibers war mütterlicherseits mit mailändischem und österreichischem Adel verwandt. Schnyder besuchte das Kollegium St. Michael der Jesuiten in Fribourg. Anschliessend studierte er Recht an den Universitäten Heidelberg, Tübingen, Paris und Mailand. Neben seiner Tätigkeit als Rechtsanwalt war er auch Wirt des Gasthauses «zur Sonne» in seiner Heimatstadt Sursee.
Schnyder gehört zu den Pionieren der Regenerationsbewegung im Kanton Luzern. 1830 richtete er in Sursee eine Druckerei ein und begann, zweimal wöchentlich die radikalliberale Zeitung «Der Eidgenosse» herauszugeben. Die Redaktion überliess er später Jakob Robert Steiger, während er die Druckerei an Kaspar Hübscher verkaufte. Schnyder beteiligte sich an den gewaltsamen Kämpfen der Basler Kantonstrennung und erhielt deshalb 1833 vom neu entstandenen Kanton Basel-Landschaft das Ehrenbürgerrecht. Nach den gescheiterten Freischarenzügen von 1844/45 lebte er während des Sonderbundregimes vorübergehend in Zofingen im Exil.
Nachdem die Konservativen im Sonderbundskrieg unterlegen waren, vertrat Schnyder 1848 den Kanton Luzern als Gesandter der Tagsatzung. Im selben Jahr wurde er in den Luzerner Grossen Rat und zum Präsidenten des Obergerichts gewählt. Er kandidierte im Oktober 1848 mit Erfolg bei den ersten Nationalratswahlen. Bei den Nationalratswahlen 1860 gelang ihm die Wiederwahl nicht mehr. 1852 trat Schnyder als Obergerichtspräsident zurück, 1856 als Grossrat. Von 1857 bis 1875 amtierte er als Amtsstatthalter des Amtes Sursee.
Sein Bruder Eduard Schnyder war Luzerner Regierungsrat, ebenso sein Schwager Franz Ludwig Schnyder.